# Protozoologia

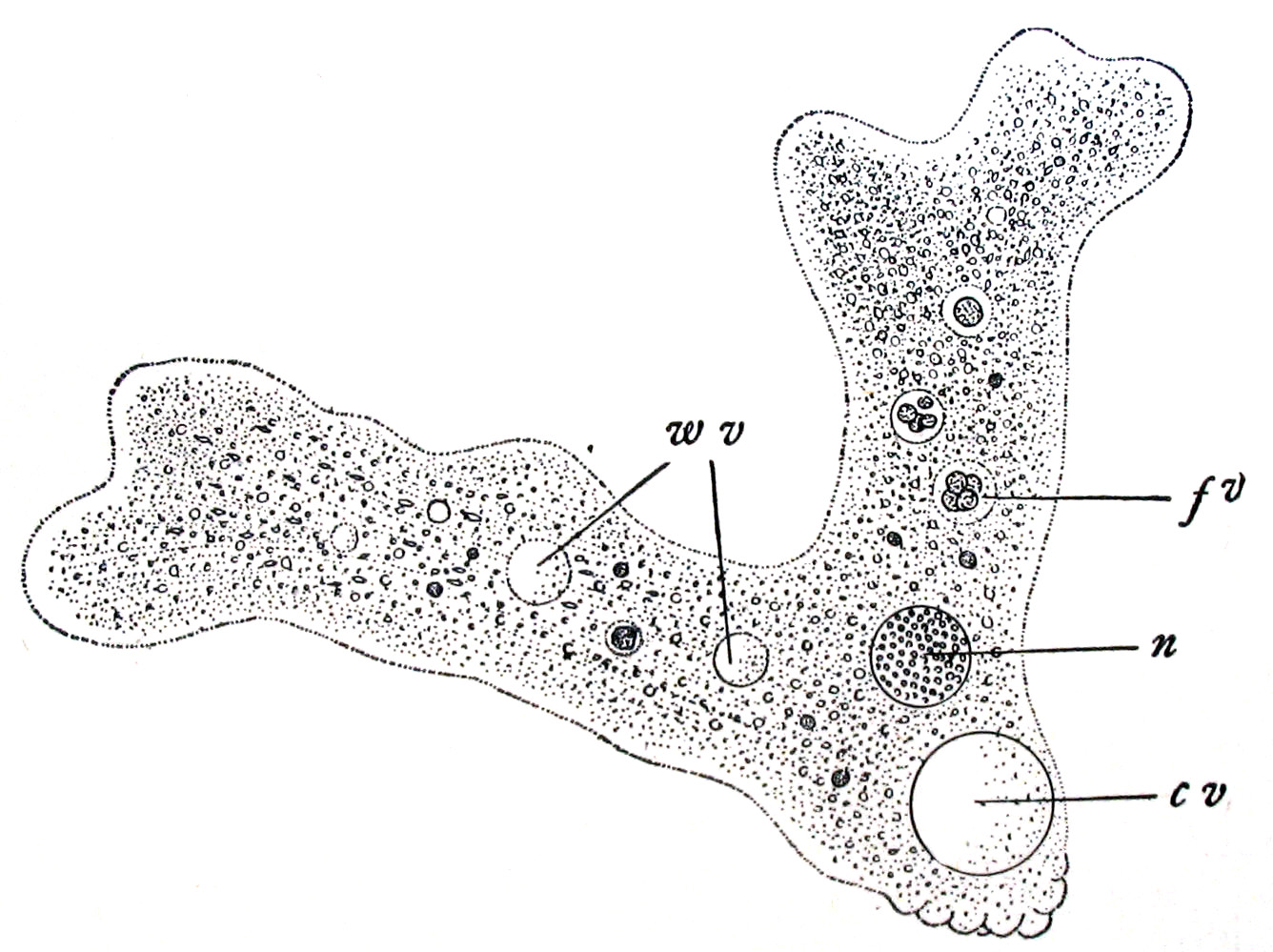
Amoeba proteus, un protozou amb el seu nucli (n)

La protozoologia és l'estudi dels protozous en el sentit de la taxonomia de Linnaeus, els protists similars a animals (és a dir amb motilitat i heteròtrofs). Són objecte de la protozoologia tots els organismes eucariotes (amb nucli cel·lular) generalment unicel·lulars que no realitzen la fotosíntesi (heteròtrofs) i amb locomoció pròpia ja sigui per moviment ameboide (canviant la forma del cos) o sigui utilitzant cilis o flagels agrupats en l'embrancament Protozoa del regne Animalia. Aquest terme es fa servir des que han millorat els coneixements de les relacions evolutives dels eucariotes. Aquesta disciplina va començar a la segona meitat del segle xvii quan Antonie van Leeuwenhoek va observar els primers protozous a través del seu microscopi.